# Мурзакевич Микола Никифорович
Мико́ла Ники́форович Мурзаке́вич (нар. 21 квітня (3 травня) 1806, Смоленськ, Російська імперія — пом. 15 (27) листопада 1883, Одеса, Херсонська губернія, Російська імперія) — історик, археолог, археограф.

## Життєпис
Народився 21 квітня (3 травня) 1806 року у Смоленську, що на той час входив до складу однойменної губернії Російської імперії у родині священика.
Після навчання в Смоленській духовній семінарії продовжив навчання у Московському університеті на етико-політичному відділенні (1825—1828 роки). З 1830 і до самої смерті життя історика було пов'язане з Одесою.
В Одесі спочатку працював на чиновницьких посадах у місцевій митниці, але вже у 1831 році перейшов до Рішельєвського ліцею, оскільки його привабила історія і старожитності краю. Там він пройшов шлях від помічника вчителя до ад'юнкта (1837 рік), професора на кафедрі російської історії і статистики (1839 рік) та директора Рішельєвського ліцею (1852—1857 роки). Викладав російську та всесвітню історію, географію.
У 1837 році захистив у Московському університеті магістерську дисертацію, присвячену історії генуезьких колоній у Криму.
Був редактором «Новороссийского календаря» (1839—1841 роки). Під час Кримської війни виконував обов'язки попечителя навчальної округи. Розбіжності консервативного Миколи Мурзакевича у поглядах на виховний і навчальний процес з новим ліберальним попечителем навчальної округи відомим хірургом Миколою Пироговим призвела до його відставки і виходу на пенсію.
Чи не найбільше свій науковий і науково-організаційний талант виявив в Імператорському Одеському товаристві історії і старожитностей, засновником якого він був разом з Михайлом Кирьяковим, Дмитром Княжевичем, Андрієм Фабром та Олександром Стурдзою (1839 рік). З початку діяльності Імператорського Одеського товариства історії і старожитностей став його секретарем (1839—1875 роки), а згодом і віце-президентом (1875—1883 роки), будучи ключовою постаттю в ці роки у житті наукової установи. Він був одним з основних редакторів перших 13 томів «Записок», активно стежив за виданням щорічних звітів, а згодом і протоколів засідань Імператорського Одеського товариства історії і старожитностей.
У 1843 році очолив створений товариством музей старожитностей, який у 1858 році було об'єднано з міським музеєм. Започатковане і правильно організоване зібрання старожитностей згодом стало основою сучасного Археологічного музею НАН України. Багато зробив для упорядкування Феодосійського музею старожитностей, який перейшов у відання Імператорського Одеського товариства історії і старожитностей.
У 1843—1853 роках завідував Одеською публічною бібліотекою. Саме в цей час цей заклад перетворився на найбагатшу книгозбірню на Півдні Російської імперії.
Микола Никифорович Мурзакевич помер в Одесі 15 (27) листопада 1883 року.
Був похований на Першому Християнському цвинтарі Одеси. 1937 року комуністичною владою цвинтар було зруйновано. На його місці був відкритий «Парк Ілліча» з розважальними атракціонами, а частина була передана місцевому зоопарку. Нині достеменно відомо лише про деякі перепоховання зі Старого цвинтаря, а дані про перепоховання Мурзакевича відсутні.

## Науковий доробок
Був автором близько 200 праць. Його наукові інтереси вельми різноманітні, але спрямовані головно на вивчення історії регіону, що входив у межі дослідів ОТІС — Новоросійський край, Бессарабія, східне узбережжя Чорного моря.
Неодноразово він здійснював подорожі краєм, які збагачували його новим матеріалом і новими враженнями:
- 1835 — вперше у Криму (відтоді мандрівки стали систематичними);
- 1837 — Санкт-Петербург та міста центральної Росії;
- 1839 — упорядкування архіву фортеці Св. Дмитрія Ростовського;
- 1841 — острів Зміїний;
- 1845 — подорож Чорним та Азовським морями по всьому краю разом з великим князем Константаном Миколайовичем;
- 1847 — східне узбережжя Чорного моря, землі війська Чорноморського, Закавказзя;
- 1862 — вояж по Європі;
- 1876, 1877 — кавказьке чорноморське узбережжя тощо.

У розпорядженні автора потрапляли як археологічні матеріали, так і архівні — з відомчих установ краю та особистих колекцій, а потім і рукописне зібрання Імператорського Одеського товариства історії і старожитностей.

### Археологія і Епіграфіка
Відомий як археолог, оскільки перші його зацікавлення були пов'язані з вивченням античних старожитностей Ольвії, Орловського городища, острова Зміїний та у Криму. Багато зусиль доклав до організації правильних розкопок багатьох пам'яток. Особливу увагу приділяв монетам, отже можна говорити про його вагомий внесок у античну нумізматику (хоча у кількох працях він торкався і середньовічної Кафи, Візантійської імперії і Московського царства). Відзначився і в галузі епіграфіки як античної, так і новістичної, що охоплювала регіон від Бессарабії до Північного Кавказу.

### Історія Криму, Молдавського князівства та Росії
У його дослідженнях у царині медієвістики можна виділити три основні напрямки — історія Криму, Молдовського князівства та Росії. До вивчення генуезьких колоній його підштовхнув М. Воронцов під час їхньої зустрічі у Криму у 1836 році. Вже наступного року з'явилось друком монографічне дослідження, схвально зустрінуте рецензентами і захищене як магістерська дисертація. Заклав фактажну (небездоганну) основу і створив схему вивчення цього унікального феномену в історії Криму. У подальшому він лише кілька разів у формі заміток повертався до теми генуезців.
Серед інших кримознавчих праць заслуговує на увагу публікація «Опису Криму» Мартина Броневського (XVI століття). Суто археографічним був його внесок у вивчення історії Молдавського князівства — за його сприяння було знайдено і опубліковано десятки грамот правителів цієї держави (господарів) за XIV—XVII століть Першочергової ваги для історичної науки, зокрема історії російського права, набула його публікація Псковської судної грамоти 1467, яку він віднайшов і вперше опублікував.
Русистика ж нового часу представлена у його доробку в основному публікаціями статейних списків дипломатів Московської держави стосовно Кримського ханства (XVII століття), матеріалів з родинного життя Петра І.
Славістика репрезентована кількома працями з болгарської та сербської проблематики як середньовіччя, так і нового часу. Найбільша кількість праць — різноманітні розвідки з історії Південної України (Новоросійського краю — за тодішньою термінологією) наприкінці XVIII — на початку ХІХ століття, уміщені переважно у «Записках» ОТІС.
- Перша група розвідок присвячена проблемі кордонів Російської імперії і Кримського ханства, заселенню краю, населеним пунктам, зокрема у їхній «фортечний» період (Хаджибей, фортеця Св. Дмитрія Ростовського).
- Друга — церковній історії чи окремим храмам.
- Третя — персоналіям («Діячі Новоросійського краю»), тобто помітним воєначальникам, чиновникам, священикам, науковцям (серед них — П. Кеппен, О. Колпак, М. Кутузов, П. Паллас, О. Суворов).

Особливе місце серед них відведено Г.Потьмкіну — сановнику, який найбільше, на його думку, доклав зусиль до приєднання і освоєння Північно-Західного Причорномор'я до імперії. Звертає на себе увагу і така група праць як історико-статистичні огляди, що торкались періоду активного облаштування краю у першій половині ХІХ століття. Окремо варто виділити складення покажчиків на одеський та феодосійський музеї ОТІС та інші допоміжні довідкові видання як для дослідників, так і широкого загалу.
Чи не найчисельнішою є група праць специфічного жанру — некрологи. Оскільки у ХІХ століття некрологи у наукових виданнях мали біоісторіографічний характер, то можна вважати, що М. зробив початковий внесок у дослідження кількох десятків науковців, зокрема таких як-от: О. Бодянський, П. Брун. архієпископ Гавриїл (Розанов В.), В. Григорович, М. Оболенський, С. Палаузов, С. Строганов, О. Тройницький, О. Чертков, А. Фабр. Методологічні засади у творчості віддзеркалювали основні тенденції тогочасної науки.
Захоплення античністю відповідало загальноєвропейському захопленню інтелектуалів ще з XVIII століття, яке набуло в Російській імперії у першій половині ХІХ століття широкого розмаху. Стосовно історії краю імперської доби, то тут, з одного боку відчутні впливи позитивізму, прагнення оприлюднити якомога більше історичних джерел, які могли б проілюструвати поступ в історії краю. З другого — намагання утриматись у межах офіційного трактування історії розвитку, розширення і місця Російської імперії у світі, відчутна апологетика імперської політики.
Не залишив фундаментальних праць, що яскраво б розкривали його історіософію і основний доробок. Він був майстром написання статей, оглядів, розвідок, заміток, нарисів, археографічних публікацій, покажчиків невеличких за обсягом, але неймовірно різноманітних за спрямованістю і якісних в оперуванні з фактажем і джерелами, що й зробило його доробок авторитетним у науковців. Більшість його праць опублікована у «Записках» ОТІС. Часто він оприлюднював свої праці у газетах «рос. Одесский вестник», «рос. Новороссийский календарь», ЖМНП, виданнях Московського товариства історії і старожитностей російських.

## Відзнаки
- Відзначений високим рангом таємного радника (1874).
- Був членом-кореспондентом або членом Московського товариства історії і старожитностей російських (1836),
- Курляндського товариства літератури і мистецтва (1837),
- Тиберійської (1837)
- та Аркадійської (1838) академій у Римі,
- Товариства сільського господарства Південної Росії (1838, у 1838—1839 був його секретарем), Статистичного відділення при міністерстві внутрішніх справ (1848),
- Копенгагенського товариства античних антикварів (1845),
- Російського географічного товариства (1845),
- Петербурзького археологічно-нумізматичного товариства (1848),
- Белградського товариства сербської словесності (1853),
- Бельгійської археологічної академії (Антверпен) (1856),
- Московського археологічного товариства (1867),
- Товариства давньоруського мистецтва при Московському публічному музеї (1878).
- Представляв істориків Одеси на етнографічному з'їзді у Москві (1867) та перших трьох археологічних з'їздах у Москві (1869), Санкт-Петербурзі (1871) та Києві (1874).

## Праці
- Географическая карта древних эллинских поселений при берегах Черного и Азовского морей. — Одесса, 1836;
- Поездка в Крым в 1836 году // ЖМНП. — 1837. — № 13;
- История генуэзских поселений в Крыму. — Одесса, 1837;
- Поездка на о. Левки или Фидониси в 1841 г. — Одесса, 1844;
- Очерки успехов Новороссийского края и Бессарабии в истекшее двадцатилетие, т.е. с 1820 по 1846 гг. — Одесса, 1846;
- Сведения о некоторых православных монастырях епархий: Херсонской и Кишиневской. — Одесса, 1848;
- Псковская судная грамота, составленная на вече в 1467 г. Издана по списку, хранящемуся в библиотеке кн. М. С. Воронцова. — Одесса, 1847;
- Псковская судная грамота (1397—1467). Изд. 2-е. — Одесса, 1868;
- Письма царевича Алексея Петровича к его родителю Петру Великому, государыне Екатерине Алексеевне и кабинет секретарю Макарову с приложением писем царевича Петра, царевны Наталии и князя Вяземского к его высочеству / Изданы с подлинников, хранящихся в библиотеке кн.. М. С. Воронцова Н.Мурзакевичем. — Одесса, 1849;
- Статейный список стольника Василия Тяпкина и дьяка Никиты Зотова посольства в Крым в 1680 году для заключения Бахчисарайского договора / Издан с подлинника, хранящихся в библиотеке кн. М. С. Воронцова Н.Мурзакевичем. — Одесса, 1850;
- Некролог Григория Ивановича Соколова. — Одесса, 1852;
- Очерк заслуг, сделанных наукам светлейшим князем Михаилом Семеновичем Воронцовым. — Одесса, 1860;
- Зографский апостол XIV века // Известия императорской Академии Наук по отделению русского языка и словесности. — 1861. — Т.10. — Вып.2;
- Краткий указатель музея императорского Одесского общества истории и древностей. — Одесса, 1873; Николай Никифорович Мурзакевич. Автобиография / Примечания и биогр. очерк В. Д. Дабижа. — СПб., 1889.